# Dacnusa jakovlevi
Dacnusa jakovlevi är en stekelart som beskrevs av Vladimir Ivanovich Tobias 1986. Dacnusa jakovlevi ingår i släktet Dacnusa och familjen bracksteklar. Inga underarter finns listade i Catalogue of Life.